# دوین بریتون
 دوین بریتون (انگلیسی: Devin Britton؛ زاده ۱۷ مارس ۱۹۹۱) یک تنیس‌باز اهل ایالات متحده آمریکا است.